# Oskar Willner

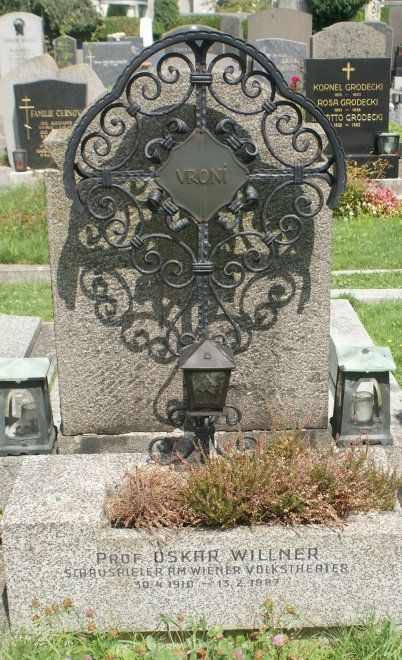
Grabstätte von Oskar Willner

Oskar Willner (* 30. April 1910 in Teplitz-Schönau, Österreich-Ungarn; † 13. Februar 1987 in Wien) war ein österreichischer Schauspieler, Theaterregisseur, Hörspielsprecher und Übersetzer von Theaterstücken.

## Leben
Erste Bühnenerfahrungen machte Oskar Willner bereits während der Schulzeit. Nach der Matura zog er nach Wien und erhielt sein erstes Engagement am Schlesischen Landestheater in Bunzlau. Nach weiteren Verpflichtungen an Theatern in Aussig, Mährisch-Ostrau und Brünn spielte Willner 1946 zunächst am Salzburger Landestheater. Noch im selben Jahr kehrte er nach Wien zurück und wurde Ensemblemitglied am dortigen Volkstheater, dem er viele Jahrzehnte angehörte und wo er auch als Regisseur tätig war.
Daneben arbeitete Oskar Willner umfangreich als Übersetzer von Theaterstücken verschiedener Sprachen wie dem Englischen, Französischen, Holländischen und Tschechischen. Unter den über 50 Werken befinden sich die Stücke Peripherie (Periférie) und Die Bekehrung des Ferdys Pistora (Obrácení Ferdyse Pistora) von František Langer und Das Gras ist grüner (The Grass Is Greener) von Hugh Williams.
Sein Debüt vor der Kamera gab Willner Anfang der 1950er Jahre und wirkte danach in einer Vielzahl von Produktionen mit, ebenso im Hörfunk, wo er etwa zur gleichen Zeit seine Tätigkeit begann. Willner gab darüber hinaus auch Schauspielunterricht. Zu seinen Schülern gehörten unter anderem Michael Mohapp, Franz Kratochwil und Ronald Rudoll.
Unter dem Titel Ich hab noch nie gefallen veröffentlichte Willner 1977 einen Band mit Schauspieleranekdoten, 1980 erhielt er die Wiener Ehrenmedaille in Silber. Willner starb im Februar 1987 und wurde auf dem Döblinger Friedhof (23-11-9) in Wien beigesetzt.

## Filmografie (Auswahl)
- 1951: The Magic Face
- 1955: Das Mädchen vom Pfarrhof
- 1956: Bademeister Spargel
- 1956: Die Magd von Heiligenblut
- 1958: Der Priester und das Mädchen
- 1958: Die singenden Engel von Tirol
- 1962: Stützen der Gesellschaft
- 1962: Ein Gruß aus Wien
- 1965: An der schönen blauen Donau
- 1966: Luftkreuz Südost – Alarm über Wels
- 1969: Der alte Richter – Die Bahnaffäre
- 1969: Die Moritat vom Räuberhauptmann Johann Georg Grasel
- 1970: Die Türken kommen
- 1970: Das Kamel geht durch das Nadelöhr
- 1971: Theodor Kardinal Innitzer
- 1972: Das bin ich – Wiener Schicksale aus den 30er Jahren: Österreich zwischen Demokratie und Diktatur
- 1972: Briefe von gestern
- 1973: Hallo – Hotel Sacher … Portier! – Der Poldi
- 1973: Hallo – Hotel Sacher … Portier! – Die Gipfelkonferenz
- 1976: Jesus von Ottakring
- 1979: Tatort – Mord im Grand-Hotel
- 1981: Der Schüler Gerber
- 1983: Ringstraßenpalais – Die Rückkehr

## Hörspiele

### Als Sprecher (Auswahl)
- 1950: Das unvergeßliche Jahr 1919 – Autor: Wsewolod Wischnewski – Regie: Franz Josef Engel
- 1950: Der Fall Van der Lubbe – Autor: Otto Tausig – Regie: Franz Josef Engel
- 1953: Die Wohnung nebenan – Autor: Johann Vaszary – Regie: Otto Ambros
- 1956: Die Prinzessin von Condé – Autor: Hans Schubert – Regie: Ludwig Standl
- 1957: Um das tägliche Öl – Autor: Bert W. Kerr – Regie: Alfred Hartner
- 1958: Wie du mich willst – Autor: Luigi Pirandello – Regie: Herbert Brunar
- 1960: Sir Thomas More – Autor: William Shakespeare – Regie: Herbert Brunar
- 1962: Der gutmütige Teufel – Autor: Johann Nestroy – Regie: John Olden
- 1964: Giovanni Ravella und die Frauen – Autor und Regie: Alfred Hartner
- 1965: Am ungenauen Ort – Autor: Dieter Wellershoff – Regie: Herbert Brunar
- 1970: Der Heiratsschwindler – Autor: Karel Čapek – Regie: Fritz Muliar
- 1971: Der Fall Podstawetz – Autor: Peter Karvaš – Regie: Herbert Fuchs
- 1972: Berengar und Berenice – Autor: György Sebestyén – Regie: Uwe Berend
- 1972: Nekrolog auf einen enthäuteten Leichnam – Autor: Jan Rys – Regie: Robert Horky
- 1974: Die blauen Menschen – Autor: Karl Wiesinger – Regie: Rudolf Kautek
- 1974: Die letzten Tage der Menschheit – Autor: Karl Kraus – Regie: Hans Krendlesberger
- 1975: Die Bürger von Calais – Autor: Georg Kaiser – Regie: Uwe Berend
- 1978: Die nutzlose Schönheit – Autor: Guy de Maupassant – Regie: Erich Schwanda
- 1978: Eiszeit – Autor: Tankred Dorst – Regie: Fritz Zecha
- 1981: Akli, der Hofnarr des Kaisers – Autor: Koloman Mikszáth – Regie: Georg Kövary
- 1983: Die Hutmacher – Autor: Günther Stingl – Regie: Götz Fritsch
- 1986: Geliebter Roboter – Autor: Isaac Asimov – Regie: Frank Michael Weber

### Als Autor
1981: Alles gerettet, Kaiserliche Hoheit – Regie: Götz Fritsch

## Schriften
- 1977: Ich hab noch nie gefallen (Schauspieler-Anekdoten), Paul Neff Verlag, Wien, ISBN 3-7014-0135-7